# 蘇利南兔脂鯉
蘇利南兔脂鯉，為輻鰭魚綱脂鯉目脂鯉亞目上口脂鯉科的其中一個種，分布於南美洲蓋亞那、蘇利南及亞馬遜河上游流域，體長可達22.9公分，棲息在植被茂盛生長的水域，生活習性不明。